# عهد علني
عهد علني(بالإنجليزية: vow، بالروسية: Обет، باللاتينية: votum، نذر، وعد؛ انظر التصويت) هو وعد أو قسم. يُستخدم العهد العلني كوعد رسمي وليس عفويًا.

## عهود الزواج
عهود الزواج هي الوعود الملزمة التي يقطعها كل شريك من الزوجين للآخر أثناء حفل الزفاف. لقد تطورت عادات الزواج عبر التاريخ وتستمر في التغير مع تطور المجتمع البشري. على سبيل المثال، يعتبر البروتستانت أن عهد الزواج هو قانون إلهي غير قابل للتغيير لأنه لا يحتاج فقط إلى "تأكيد مجمعي" ولكن أيضًا إلى دعم النصوص المقدسة، مما يجعل الزواج شكلاً من أشكال النظام الإلهي.

## العهود الإلهية
في عالم الرهبان والراهبات، يكون العهد أحيانًا بمثابة معاملة بين شخص وإله، حيث يعد الأول بتقديم بعض الخدمات أو الهدايا، أو يخصص شيئًا ثمينًا لاستخدام الإله. إن العهد هو نوع من القسم، حيث يكون الإله شاهدًا ومتلقيًا للوعد